# دورا اروپوس
دورا-اروپوس یک شهر مرزی میان شاهنشاهی اشکانی، ساسانی و امپراتوری روم بود.
دورا اروپوس، شهر ویران‌شده‌ای در ساحل راست رود فرات، بین انطاکیه و سلوکیه در کنار دجله، که در سال 303 پیش از میلاد توسط نیکانور، یکی از ژنرال‌های سلوکوس اول، تأسیس شد. این شهر تحت حکومت اشکانیان شکوفا شد. این مکان در سوریه امروزی واقع شده است، بر روی فلات محافظت‌شده‌ای که از شرق توسط ارگی ساخته‌شده بر روی صخره‌های مشرف به رودخانه، از شمال و جنوب توسط وادی‌ها، و از غرب توسط خاکریز مستحکمی با برج‌های دفاعی قدرتمند محافظت می‌شود. کارکرد نظامی آن در دوره یونانیان تحت اشکانیان کنار گذاشته شد، اما در آن زمان مرکز اداری و اقتصادی دشت امتدادیافته به طول 100 کیلومتر بین محل تلاقی رودهای خابور و فرات و تنگه ابوکمال در جنوب بود.

## کتیبه‌های دورا اروپوس
علاوه بر اسناد متعدد به زبان‌های یونانی، لاتین و آرامی، چندین اثر مکتوب از حضور ایرانیان در دورا اروپوس وجود دارد. بر روی نقاشی‌های دیوارهای کنیسه، سه یادداشت به خط پهلوی اشکانی و دوازده مورد دیگر با جوهر به فارسی میانه خراشیده شده است. یک مورد دیگر به پهلوی اشکانی و پنج مورد به فارسی با جوهر بر روی دیوارهای خانه نقاشی‌ها نوشته شده است، و آخرین مورد به پهلوی اشکانی در ورودی سنگر قرار دارد. دو یادداشت دیگر به پهلوی اشکانی بر روی دیوارهای معبد زئوس مگیستوس حک شده است، که یکی از آن‌ها تاریخ دقیقی را نشان می‌دهد: ŠNT 522 YRḤʾ ʾdʾr sḥt 11 pty hwnn "سال 522، ماه آدار (یعنی مارس 211 یا 212 میلادی)، در یازدهم صبح." سرانجام، یک یادداشت طولانی به فارسی بر روی لنگه شمالی در اصلی کنیسه خراشیده شده است. تمام این یادداشت‌ها به صورت چاپ عکسی منتشر شده‌اند، اما از آنجایی که بیشتر آن‌ها تا حدی ناخوانا هستند، تاکنون هیچ قرائت کاملاً رضایت‌بخش یا تفسیر کاملی به دست نیامده است. با این حال، نوع یادداشت‌های کنیسه واضح است. آن‌ها بیشتر با تاریخ، نام ماه زرتشتی، شماره سال (احتمالاً چهاردهمین و پانزدهمین سال سلطنت شاه ناشناس شاپور اول، 240-270 میلادی) و نام روز آغاز می‌شوند. سپس نام نویسنده می‌آید که تقریباً در همه موارد با عنوان "دبیر" (dibīr) مشخص شده است، و گاهی نام بازدیدکنندگان همراه او، و سپس متن پیام او. یک نمونه فارسی معمولی و تقریباً قطعی (شماره 42) بر روی ردای یک شکل در تابلوی WC 2 نوشته شده است: /1/ BYRḤ prwrtyn QDM /2/ ŠNT X III II WYWM lšny /3/ ʾMT yzdʾntḥ[m]pr[n]b(g) /4/ dpywr ZY tḥmy ʿL /5/ ZNH BYTʾ [YʾTWNt] ʾPš ZNH nkʾl /6/ ps(nd)yt "(در) ماه فروردین در سال 15 و روز رشن (هجدهم) بود که دبیر یزدان‌تهم‌فرّبی، نیرومند، به این خانه [آمد] و این تصویر را پسندید."
علاوه بر این یادداشت‌ها، بیش از دوازده سفال‌نوشته منقوش در حدود شش مکان مختلف یافت شده است. تقریباً تمام این کتیبه‌ها به خط پهلوی اشکانی نوشته شده‌اند. آن‌هایی که خواناترین هستند، به وضوح فهرست تحویل مقادیر مختلف اندازه‌گیری شده با grbn (یعنی grīβān "پیمانه") هستند، و بنابراین احتمالاً غلات، از افرادی که با نام و یا حرفه یا نام خانوادگی مشخص شده‌اند. در سه مورد از آن‌ها، یک شخص یکسان ذکر شده است، ršnw hštrp، رشن شهرب (ساتراپ)، احتمالاً یک مقام مسئول سازماندهی جمع‌آوری غلات، تقریباً به طور قطع تحت اداره روم. هدف از یک سفال‌نوشته فارسی میانه مبهم است. این سفال‌نوشته شامل فهرستی از حدود بیست و هفت حرفه است که ترتیب منطقی مشخصی ندارند. این حرفه‌ها از مشاغل ساده‌ای مانند nʾnpʾk "نانوا"، kpškly "کفاش" و kštkly "دهقان" تا دارندگان مناصبی مانند zyndʾnyk "زندانبان"، dpylpty "رئیس دبیر" و šʾpstn "نگهبان حرمسرا" را شامل می‌شود.
سرانجام، سه قطعه پوست نوشته با متن پهلوی اشکانی و فارسی میانه در دو مکان مختلف یافت شده است. دو قطعه، بخش‌هایی از نامه هستند، یکی به هر زبان؛ دیگری قطعه کوچکی است که ظاهراً مربوط به یک سند فارسی است. نامه پهلوی اشکانی فقط شامل آغاز "از سانه‌سرکان به خسرو-؟" و سه سطر از عبارات مؤدبانه مقدماتی است. نامه فارسی که در هر دو طرف با لحنی نسبتاً آمرانه نوشته شده است، متن کافی برای نشان دادن این موضوع را دارد که توسط "یک ژنرال بلندپایه ارتش به دیگری با رتبه کمی پایین‌تر" فرستاده شده است، احتمالاً "در طول اشغال کوتاه مدت دورا توسط ایرانیان در سال 253 میلادی".